# Nena Ainhoren
Nena Ainhoren (anhörenⓘ; * 1950) ist eine brasilianische Theater-, Film- und Fernsehschauspielerin.

## Leben
Ainhoren spielte in den 1970er Jahren hauptsächlich in brasilianischen Telenovelas, wie Locomotivas (1977), Sinal de Alerta (1978), und Maria, Maria (1978). International bekannt wurde sie durch die Rolle der Lucíola in der Telenovela Die Sklavin Isaura.
In den 1980er und 1990er Jahren wurde es still um sie, sie spielte vorwiegend Theater und keine TV- und Filmrollen mehr. Erst 2000 meldete sie sich durch eine kleine Rolle in dem Kurzfilm Die weiße Farbe (O Branco) wieder auf der Leinwand zurück.
Neben ihrer Tätigkeit als Film- und Fernsehschauspielerin arbeitete Ainhoren als Theaterschauspielerin. Am Teatro de Arena in Porto Alegre spielte sie unter anderem 1975 in Mockinpott von Peter Weiss und in A Onça e o Bode von Cleber Ribeiro Fernandes. 1992 war sie ebenfalls am Teatro de Arena in Quem Sabe Agente Continua Amanhã? zu sehen.
1980 trat sie in Cabaré Valentim auf, einem Bühnenprogramm mit Werken und Texten von Karl Valentin. Ainhoren spielte unter anderem in dem Stück O Estado.
Außerdem gibt sie Schauspielunterricht und leitet Theaterworkshops. Ainhoren lebt in Porto Alegre in Brasilien.